# 金安歌
金安歌（1941年—），中華人民共和國演員。

## 生平
金安歌父亲金乃华曾長期從事中共地下工作，後來成為上海电影厂的演员，曾在《红色娘子军》等影片中出演。金安歌17岁时考进了上海儿童艺术剧院学习话剧表演，之後留在上海儿童艺术剧院工作，相继在话剧《雷锋》中饰雷锋、《钢铁洪流》中饰赵四海、《人城》中饰陈毅，《童心》中饰童心。金安歌又在電影《西安事变》中扮演张学良。